# Raddon-et-Chapendu
Raddon-et-Chapendu är en kommun i departementet Haute-Saône i regionen Bourgogne-Franche-Comté i östra Frankrike. Kommunen ligger i kantonen Faucogney-et-la-Mer som tillhör arrondissementet Lure. År 2022 hade Raddon-et-Chapendu 852 invånare.

## Befolkningsutveckling
Antalet invånare i kommunen Raddon-et-Chapendu
| Referens: INSEE |